# Liste der Monuments historiques in Saint-Barthélemy
Diese Liste führt die Monuments historiques im französischen Überseegebiet Saint-Barthélemy auf. Sie basiert auf der Datenbank Base Mérimée des französischen Kulturministeriums. Die Monuments historiques in Saint-Barthélemy wurden zu einem Zeitpunkt geschützt, als das heute eigenständigen Überseegebiet noch zu Guadeloupe gehörte. Aus Gründen der Kontinuität werden sie in der Datenbank weiterhin unter „Guadeloupe“ geführt.
| Bezeichnung                           | Beschreibung | Standort                                | Kennzeichnung | Schutzstatus | Datum | Bild           |
| ------------------------------------- | ------------ | --------------------------------------- | ------------- | ------------ | ----- | -------------- |
| Batterie suédoise du fort Gustav III  |              | La Tourmente, Gustavia (Lage)           | PA97100004    | inscrit      | 1995  |                |
| Clocher suédois de Gustavia           |              | Rue Lubin Prin, Gustavia (Lage)         | PA97100006    | inscrit      | 1995  | weitere Bilder |
| Église catholique de Gustavia         | Kirche       | Rue de l'église, Gustavia (Lage)        | PA97100008    | inscrit      | 1995  | weitere Bilder |
| Maison Dinzey                         |              | Rue Jeanne-d'Arc, Gustavia (Lage)       | PA00105883    | inscrit      | 1990  | weitere Bilder |
| Maison des Gouverneurs de Gustavia    |              | Rue August Nyman, Gustavia (Lage)       | PA97100005    | inscrit      | 1995  | weitere Bilder |
| Ancien presbytère suédois de Gustavia |              | 31 rue du Roi Oscar II, Gustavia (Lage) | PA97100012    | inscrit      | 2002  |                |
| Église de Lorient                     | Kirche       | Quartier de Lorient (Lage)              | PA97100007    | inscrit      | 1995  | weitere Bilder |